# Cai Mao
Cai Mao was een generaal van Cao Cao van Koninkrijk Wei tijdens de Drie Koninkrijken-periode in China.
Cai Mao was lid van een invloedrijke familie uit de provincie Jing waar hij werkte voor de gouverneur Liu Biao. Zijn zus was de tweede vrouw van Liu Biao.
Rond het jaar 208, toen Liu Biao ernstig ziek was, voorkwam Cai Mao dat de oudste zoon van Liu Biao, Liu Qi, zijn vader niet te zien kreeg. Dit kwam omdat Cai Mao en zijn zus liever de jongste zoon van Liu Biao, Liu Cong, aan de macht kwam. Na de dood van Liu Biao gebeurde dit ook. Ongeveer een maand later hadden Cai Mao en zijn zus, de jongste zoon ervan overtuigd om te capituleren aan Cao Cao. Sinds Cai Mao een jeugdvriend was van Cao Cao, kreeg hij een aantal titels nadat de provincie Jing onder invloed kwam van Cao Cao.

## Titels
- Assistent-officier van het huishouden (從事中郎)
- Majoor (司馬)
- Kolonel van het Chang regiment (長水校尉)
- Markies van Hanyang (漢陽亭侯)